# Бальджие
Бальджие (фр. Baldjie) — деревня в Чаде, расположенная на территории региона Гера. Входит в состав департамента Гера.

## Географическое положение
Деревня находится на юге центральной части Чада, к западу от города Монго, на высоте 764 метров над уровнем моря.
Населённый пункт расположен на расстоянии приблизительно 383 километров к востоку от столицы страны Нджамены.

## Климат
Климат деревни характеризуется как полупустынный жаркий (BSh в классификации климатов Кёппена). Среднегодовая температура воздуха составляет 29,1 °C. Средняя температура самого холодного месяца (января) составляет 25,8 °С, самого жаркого месяца (апреля) — 33,7 °С. Расчётная многолетняя норма осадков — 675 мм. В течение года количество осадков распределено неравномерно, основная их масса выпадает в период с мая по октябрь. Наибольшее количество осадков выпадает в августе (240 мм).

## Транспорт
Ближайший аэропорт расположен в Монго.